# Escarun
L'escarun (dall'occitano "piccolo gregge") è un formaggio prodotto nelle valli della provincia di Cuneo, in Piemonte.

## Storia
L'escarun è un formaggio di origine occitana un tempo preparato dai pastori che svernavano le colline cuneesi. Oggi l'escarun è un alimento molto raro che viene prodotto in quantità ridotte negli alpeggi del Cuneese e in un caseificio di Farigliano.

## Caratteristiche
L'escarun è un formaggio a base di latte ovino o caprino. È cilindrico, le sue forme pesano dai 2 ai 7 chilogrammi, e presenta una pasta friabile e chiara. La crosta è invece gialla e tendente al rosso. L'escarun ha un sapore forte e che può diventare talvolta piccante con il procedere della stagionatura. Può inoltre presentare una leggera erborinatura. Oltre a essere consumato da solo, l'escarun si abbina bene con confetture, castagne o noci.

## Produzione
La tecnica di produzione dell'escarun è quella a "pasta rotta" ed è simile a quella usata per preparare il castelmagno. Dopo la coagulazione, la pasta del formaggio viene rotta, strizzata in un fagotto e formata. In seguito, il prodotto viene strizzato una seconda volta, avvolto in un'altra tela e trasferito in fascere dove viene pressato a mano. In seguito viene posto a una stagionatura di circa quattro mesi. L'escarun viene prodotto fra la primavera e il primo periodo estivo.